# توماس جوزيف كوستيلو
توماس جوزيف كوستيلو (بالإنجليزية: Thomas Joseph Costello)‏ هو كاهن كاثوليكي أمريكي، ولد في 23 فبراير 1929 في كامدن في الولايات المتحدة، وتوفي في 15 فبراير 2019.